# لوسي موني
لوسي موني (بالإنجليزية: Lucy Mooney)‏ هي فنانة أمريكية، ولدت في عقد 1880، وتوفيت في 1969.